# Bogatiriov
Bogatiriov (en rus: Богатырёв) és un poble (un khútor) de l'óblast de Rostov, a Rússia, segons el cens rus del 2010 tenia 441 habitants. Pertany al districte de Tsimliansk.